# Zechariah Brook
Der Zechariah Brook ist ein Wasserlauf in Lancashire, England. Er entsteht östlich von Hawkshaw Fold und fließt in nördlicher Richtung bis bei seinem Zusammentreffen mit dem Showley Brook und dem Tottering Brook der Park Brook entsteht. 